# Azienda Consorziale Ferrarese Trasporti
L'Azienda Consorziale Ferrarese Trasporti (sigla ACFT) è stata un'azienda che si occupava della gestione del trasporto pubblico nella città di Ferrara. L'Acft era stata costituita il 1 Giugno 1975. Da aprile 2009 è stata incorporata in ATC - Trasporti Pubblici Bologna, che a sua volta è stata incorporata da Tper a partire dal 1º febbraio 2012.

## Storia
Nel 1888 entrò in servizio un tram a cavalli e in breve divennero operative varie linee che collegarono diverse zone principalmente con la stazione ferroviaria.
Nel 1904 erano presenti in città tre linee:
- piazza Cattedrale - Stazione Centrale
- Stazione Centrale - Borgo San Giorgio
- Piazza Trento e Trieste - Corso Porta Mare

Nel 1912 venne inaugurata la nuova linea Ferrara-Pontelagoscuro ed entrarono in funzione i primi tram elettrici.
Dal 1937, come già stava accadendo in diverse città italiane, le vecchie linee tranviarie vennero sostituite da una moderna rete filoviaria. La gestione dei filobus ferraresi venne affidata alla Società Trasporti Urbani (STU) di Milano, azienda del gruppo Fiat.
Nell'ottobre del 1945, dopo anni di lavori e proteste da parte dei cittadini che denunciavano la scarsa affidabilità del servizio, vennero ripristinate le principali linee filoviarie e nel corso del 1952 la gestione del servizio di trasporto pubblico passò ad una nuova società denominata ATAM (Azienda Trasporti Autofiloviari Municipali).

### Sviluppo e scioglimento dell'ACFT
Il 1º gennaio 1976 si costituì un consorzio fra la Provincia di Ferrara e i Comuni serviti per la programmazione e per l'esercizio dei servizi di trasporto pubblico svolti sul territorio, denominato Consorzio Trasporti Ferrarese (CTF), suddividendo fra tali enti locali anche le consistenti perdite finanziarie di gestione.
Il 1º luglio successivo il CTF costituì l'Azienda Consorziale Ferrarese Trasporti (ACFT), cui venne affidata la gestione del servizio, mantenendo in capo al consorzio il ruolo di programmatore dei servizi.
Il 15 dicembre 1987 il Consiglio Comunale di Ferrara conferì all'Azienda Consorziale Ferrarese Trasporti l'esercizio del servizio di trasporto cittadino, di competenza ATAM che, dal 1 gennaio 1988, confluì nell'ACFT..
Il 1 febbraio 2006 la Provincia di Ferrara e io 26 Comuni costituiscono l'agenzia AMI, che subentra a Comune e Provincia nel monitoraggio della qualità e dell'efficienza del servizio di trasporto pubblico di Ferrara.
Il 1º gennaio 2001 ACFT si è trasformata in società per azioni costituendo, il 23 gennaio 2006, una società consortile a responsabilità limitata con la denominazione in TPF (Trasporto Pubblico Ferrarese) insieme alle società FER (Ferrovie Emilia Romagna) e FEM (consorzio di imprese private formato da Cosepuri, La Valle Trasporti, Saca). Per poter concorrere alle gare di assegnazione per il servizio del trasporto pubblico l'azienda è costretta a scindere il proprio patrimonio immobiliare con la neo costituita agenzia AMI il 30 luglio 2003. Il primo febbraio 2006, a seguito della gara, diventa operativo il Contratto di Servizio fra TPF e AMI per la gestione del servizio di trasporto pubblico ferrarese.
Dal 1º dicembre 2008 ACFT per conto di TPF torna ad avere la titolarità degli introiti tariffari, modificando il contratto da "gross cost" a "net cost" in ottemperanza alle esigenze di fusione per incorporazione da parte di ATC di Bologna.
Il 14 aprile del 2009, in seguito alla fusione tra le aziende di Bologna e Ferrara, ATC incorporò l'ACFT e la società CERM Srl, da quest'ultima totalmente partecipata, operante nel settore della manutenzione dei mezzi.